# 1,000,000 MONSTERS ATTACK
1,000,000 MONSTERS ATTACK（ミリオン モンスターズ アタック）は、SOUL'd OUTの5thシングルである。

## 収録曲
| 全作詞: Diggy-MO', Bro.Hi、全作曲・編曲: Diggy-MO', Shinnosuke。 |                                                   |                    |                       |      |
| #                                                                | タイトル                                          | 作詞               | 作曲・編曲            | 時間 |
| 1.                                                               | 「1,000,000 MONSTERS ATTACK」                     | Diggy-MO' , Bro.Hi | Diggy-MO', Shinnosuke | 4:45 |
| 2.                                                               | 「ラジカルメッセージ 〜Culture Of Destruction〜」 | Diggy-MO' , Bro.Hi | Diggy-MO', Shinnosuke | 5:35 |
| 合計時間:                                                        | 合計時間:                                         | 10:20              |                       |      |

## 楽曲解説
1. 1,000,000 MONSTERS ATTACK
制作段階の仮タイトルは「Mファンク」だった。
元々はシングル向けに制作された曲ではなかったが、レコード会社の推薦でシングル化が決定した[1]。
ライブではヒップホップな見せ方ができる曲とBro.Hiが評している[2]。
2. ラジカルメッセージ 〜Culture Of Destruction〜
約2か月前にリリースされたK DUB SHINEによるディス曲「なんでそんなに」へのアンサーソングではないかという指摘がある。

## タイアップ
- TBS系「ランク王国」2004年4～5月度オープニングテーマ
- 公表はされていないが、サッカーゲーム「FIFA トータルフットボール 2」に付属されているDVD「SOUND TRAX DVD」のサウンドトラックに「1,000,000 MONSTERS ATTACK」が使われている。

## エピソード
- ラッパーのR-指定は「1,000,000 MONSTERS ATTACK」を聴いたのをきっかけにラップを聴くようになったと語っている[3]。

## 収録アルバム
- To All Tha Dreamers（#1）
- Movies&Remixies 2（#1）
- Single Collection（#1）
- Flip Side Collection（#2）

## テレビ
- 2004年4月30日 - ミュージックステーション[4][5]
  - 最後のミュージックステーション出演。